# Sfârșitul regimului comunist din Ungaria
Se poate afirma că Ungaria a avut parte de cea mai liniștită și fructuoasă revoluție dintre toate statele vecine din lagărul sovietic. Pe de o parte ea a beneficiat de o opoziție puternică care s-a constituit în diferite partide: Alianța Tinerilor Democrați (FIDESZ), Forumul Democrat Maghiar, Alianța liber democrată (SzDSz). Al doilea factor determinant au fost schimbările la vârful partidului comunist ungar, care au culminat, în decembrie 1988, cu renunțarea lui Károly Grósz la șefia partidului și a guvernului în favoarea lui Miklós Németh.
Conducerea partidului comunist ungar se vede obligată să facă din ce în ce mai multe concesii forțelor de opoziție, „fiind pusă chiar în situația de a negocia cu aceste forțe căi și modalități de guvernare a țării împreună” . Inițial, Parlamentul adoptă un proiect de revizuire a Constituției considerat, pe moment, apogeul reformei politice În proiect erau trecute idea creării postului de președinte al republicii ales prin vot universal (desprins astfel de sub tutela partidului). În fine, la mijlocul lunii aprilie are loc o remaniere drastică a Biroului Politic, ocazie cu care poziția reformatorilor din elita partidului – noțiune inexistentă, spre exemplu, în partidul comunist din România – se întăresc considerabil, profitând de intrarea în guvern, în iunie 1988, a comunistului reformator Imre Poszgay. Au fost eliminați din funcție ministrul afacerilor externe, Peter Varkonyi, ministrul industriei Frigyes Berecz, ministrul culturii, dr. Jobor Czibere, președintele CSP, dr. János Hoos .
Aceste acțiuni exprimă dorința lui Károly Grósz de a rezolva problemele socialismului pe căi democratice, în cadrul unui sistem pluripartidist. În cadrul partidului s-a constituit un “cerc al reformei” care preconiza împărțirea puterii cu alte forțe politice. Una dintre aceste forțe era Forumul democratic ungar, înființat în decembrie 1988. La 7 iunie 1989 s-a constituit Mișcarea pentru o Ungarie Democrată. . Această escaladare a forțelor prodemocratice spre preluarea puterii se definitivează odată cu organizarea unei „mese rotunde”, după modelul polonez. Primele tratative între reprezentanții Partidului Muncitoresc Socialist Ungar și cei ai grupărilor și partidelor din opoziție a avut loc pe 13 iunie 1989 când s-au exprimat poziții, din partea reprezentanților P.M.S.U, cu privire la continuarea negocierilor cu opoziția. Au fost prezenți de asemenea și 120 ziariști, majoritatea fiind străini.   
Momentul de răscruce al revoluției maghiare îl reprezintă data de 16 iunie 1989, când au avut loc evenimentele pentru reînhumarea rămășițelor pământești ale lui Imre Nagy și colaboratorilor săi condamnați și executați pentru rolul jucat în evenimentele din 1956. Aproximativ 200 000 de persoane participă la festivități precum și reprezentanții instituțiilor de bază din Ungaria. Ceremonia are efectul pe care l-a avut vizita Papei în Polonia în vara lui 1979. După acest eveniment, regimul este golit de orice legitimitate iar transformările politice, economice și sociale vor găsi un sprijin tot mai puternic în statele occidentale. Conducerea Ungariei a invitat la Budapesta reprezentanții exilului românesc pentru a participa la funeraliile victimelor represiunii din 1956. Cu acest prilej a fost adoptată Declarația de la Budapesta din 16 iunie, în care se stipula că Transilvania era un spațiu de complementaritate, în cadrul căruia dreptul de reprezentare politică autonomă trebuia garantat. 
Avalanșa schimbărilor nu putea ocoli nici partidul în sine – la 23 iunie o ședință a Comitetului Central alege o conducere colectivă a partidului, cu Rezső Nyers ca președinte și Károly Grósz ca secretar general – și nici monștri sacri ai regimului: la 8 mai 1989, Kadar este exclus din Comitetul Central al PMSU . S-a precizat că președintele partidului răspunde de relațiile internaționale ale acestuia, iar secretarul general se ocupa de problemele vieții interne de partid. A fost constituită “Comisia pentru învățămintele drumului nostru istoric”, și pentru declarația program a PMSU, condusă de Imre Posgay.
Evenimentele reformiste din Ungaria au atras atenția celorlalte state socialiste care doreau să urmeze același drum dar erau împiedecate de liderii conservatori aflați la conducerea partidului comunist. Cel mai mare ecou pe care masa rotundă din Ungaria l-a produs a fost în RDG. Începând cu 2 mai, Ungaria produce o surpriză planetară prin ridicarea – în egală măsură simbolică și pragmatică – a sârmei ghimpate de la granița cu Austria. Ceea ce va urma devenea previzibil: un adevărat exod a germanilor spre RDG via Ungaria. Acest lucru a devenit oficial începând cu seara zilei de 11 septembrie, când ministrul de externe al Ungariei, Gyula Horn, a făcut publică  rezolvarea situației refugiaților est-germani din Ungaria. El declara că posesorii de pașapoarte est-germane pot pleca din Ungaria în orice direcție vor. Explicația pentru acest gest era că „Ungaria nu mai poate tolera situația existentă, ea punând în pericol securitatea granițelor ungare în actuala stare de dezordine și indisciplină ce domnește la frontieră”. La această soluție, cancelarul Helmut Kohl a avut o reacție extreme de relevantă. El considera că ceea ce a făcut Ungaria pentru germani nu va fi uitat niciodată.
Ungaria a intrat în vizorul Marilor Puteri, în special al Americii, care dorea să ghideze într-un fel evoluția evenimentelor de la dictatură la democrație. La 11 iulie, președintele american George Bush, după o escală de 48 de ore în Polonia, face o vizită la Budapesta. Mesajul său pentru comuniștii reformatori și membrii opoziției îndemna la prudență în acțiunile întreprinse pentru a nu-i supăra pe conservatorii sovietici. Poziția prudentă a lui George Bush poate fi explicată prin faptul că situația din Europa de Est este fluidă, nimic nu este decis. Situația din Ungaria și Polonia poate oricând să ia un curs nedorit. Pierderea puterii de către Mihail Gorbaciov ar fi blocat procesul democratizării în Europa de Est. Conservatorii de la Kremlin nu trebuie alimentați cu argumente prin declarații imprudente. Susținerea lui Gorbaciov este deci o parte esențială a politicii S.U.A.
În aceste conjuncturi interne și internaționale extrem de fluctuante, trendul reformist din P.M.S.U a fost confirmat la congresul extraordinar din 6-7 octombrie, când s-a hotărât transformarea partidului comunist în Partidul Socialist Ungar, noul partid abandonând principiile centralismului democratic și dictaturii proletariatului.  Momentul nu a marcat însă dispariția P.M.S.U din spectrul politic maghiar. A fost organizat un congres, la 17 decembrie, cel de-al XIV-lea congres al partidului. Congresul a adoptat noul statut și a ales noul președinte al partidului, în persoana lui Gyula Thurmer (35 ani ), cu studii în Uniunea Sovietică. Partidul numărând în acest moment cca. 65 000 de membrii, a avut un impact electoral neglijabil.
La 18 octombrie, în Parlamentul maghiar a început discutarea și adoptarea amendamentelor constituționale asupra cărora s-a căzut de acord la negocierile din cadrul „mesei rotunde”. S-a hotărât consultarea populației în cadrul unui referendum. Acesta a fost organizat pe 26 noiembrie. Populația a fost chemată să-și spună cuvântul asupra a patru chestiuni: menținerea gărzilor muncitorești, desființarea celulelor comuniste la locul de muncă, contabilizarea bunurilor partidului și preluarea lor de către stat și desfășurarea alegerilor prezidențiale la 7 ianuarie 1990. Peste 95% din cei prezenți la vot s-au pronunțat pentru desființarea celulelor comuniste la locul de muncă și a gărzilor muncitorești, contabilizarea bunurilor partidului. La 21 decembrie, când Nicolae Ceaușescu ține ultimul discurs în fața mulțimii, Adunarea Națională votează la Budapesta dizolvarea sa și organizarea de alegeri libere pentru 25 martie 1990. 